# Видов, Олег Борисович
Оле́г Бори́сович Ви́дов (англ. Oleg Vidov; 11 июня 1943, Филимонки, Ленинский район, Московская область, СССР — 15 мая 2017, Уэстлейк-Виллидж, Лос-Анджелес, Калифорния, США) — советский, российский и американский киноактёр, кинорежиссёр, сценарист, продюсер, предприниматель, общественный деятель и ньюзмейкер; заслуженный артист РСФСР (1974).

## Биография

### Происхождение и образование
Родился 11 июня 1943 года в деревне Филимонки Московской области (ныне — Москва). Мать — Варвара Ивановна Видова, работала учительницей. Отец — Борис Николаевич Гарневич (1906 г.р., ур. г. Ленинграда), экономист, выпускник Ленинградского финансово-экономического института (1933).
В самый день рождения Видова из их погреба украли всю картошку и осталась только одна свёкла. В своих интервью Видов комментировал: "Я взращён на «свекольном молоке».
В раннем детстве остался с матерью, потому, что его отец ушёл в другую семью и не уделял сыну достаточно внимания. Мальчик воспитывался матерью и тёткой, которая руководила самодеятельным театром и привила своему племяннику любовь к искусству.
С 1946 по 1947 год Видов проживал с матерью в Монголии, где она работала преподавателем в школе для детей специалистов из СССР. В 1948 году переехал вместе с матерью в ГДР, где она работала редактором-корректором в издательстве. В возрасте шести лет Видов свободно владел немецким языком.
Вернувшись в 1950 году с матерью в Советский Союз, семилетний Видов поступил в среднюю школу посёлка Барвиха Московской области. С 1951 по 1954 год, когда его мать находилась в служебных командировках в Китае и Румынии, Видов жил у тёти в Алма-Ате (Казахская ССР).
Мать Видова рано получила инвалидность, поэтому в 1957 году, в возрасте четырнадцати лет, он, окончив восемь классов средней школы, начал свою трудовую деятельность: работал в Москве помощником повара, затем на строительстве Останкинской телебашни: трудился сначала грузчиком, потом — кладовщиком и электриком (руководил процедурой обогрева бетона), в 1960 году был санитаром в приёмном покое Городской клинической больницы № 29 имени Н. Э. Баумана (даже мечтал стать врачом). Параллельно учился в вечерней школе рабочей молодёжи.
В 1960 году Видов впервые снялся в небольшой роли в художественном фильме «Друг мой, Колька!», однако эпизод с его участием был вырезан и в окончательный вариант кинофильма не вошёл.
В январе 1962 года Видов поступил во Всесоюзный государственный институт кинематографии (ВГИК) на актёрский факультет (руководители курса — Яков Сегель, Юрий Победоносцев). Во время учёбы в институте снялся в восьми картинах. В 1963 году исполнил роль Владимира в фильме режиссёра Владимира Басова «Метель» по повести А. С. Пушкина, в 1964 году — главную роль Медведя в фильме режиссёра Эраста Гарина «Обыкновенное чудо», в 1965 году — роль князя Гвидона в фильме режиссёра Александра Птушко «Сказка о царе Салтане».
В 1966 году окончил ВГИК. В том же году был приглашён на главную роль принца Хагбарда в культовом для скандинавских стран датско-шведско-исландском фильме «Красная мантия» («Hagbard and Signe»). В том же году женился на Марине Видовой.

### Карьера в кино
В 1966—1983 годах работал в труппе Театра-студии киноактёра (ныне — Государственный театр киноактёра) в Москве. После окончания ВГИКа продолжил активно сниматься в кино и был востребован как исполнитель ролей благородных красавцев. С 1967 года по 1969 год снялся в югославско-американо-итальянском военном фильме «Битва на Неретве» Велько Булайича и других югославских фильмах, в 1970 году — в советско-итальянской исторической драме «Ватерлоо» Сергея Бондарчука.
В 1970 году, по рекомендации Галины Брежневой после двухнедельного знакомства, женился на Наталье Федотовой, близкой подруге Галины Брежневой. В этом браке родился сын Вячеслав.
В 1971 году снялся в фильмах «Джентльмены удачи» и «Могила льва». В 1973 году снялся в фильме «Всадник без головы» по роману Майн Рида, в главной роли Мориса-мустангера.
В 1978 году окончил режиссёрский факультет ВГИКа (мастерская Ефима Львовича Дзигана). Дипломным проектом был короткометражный художественный фильм «Переезд» по его собственному сценарию. Но картина не сохранилась в архивах. Параллельно учёбе продолжал работать в кино.

### Эмиграция
24 февраля 1983 года женился на гражданке Югославии Верице Иованович. В июне 1983 года получил гостевую визу и выехал в Югославию к жене. Проживал в Югославии в 1983—1985 годах и снялся в трёх полнометражных фильмах и двух телесериалах («Тайна чёрного дракона»).
В 1985 году, после развода с Иованович, переехал в Австрию, получив гостевую визу. Получив в Австрии временный документ для проживания на год, оформил гостевую визу в Италию и остановился у знакомых киноактёров в Риме, где в сентябре 1985 года познакомился с американской журналисткой Джоан Борстин. Получив право въезда в США как талантливый, известный киноактёр, перебрался туда.
В 1989 году Олег Видов и Джоан Борстин зарегистрировали свой брак в Калифорнии, США.
В 1989 году снялся в роли Отто в фильме Залмана Кинга «Дикая орхидея», где его партнёром по фильму был Микки Рурк. Во время съёмок сцены гонок на мотоциклах, закладывая крутой вираж, Видов поймал себя на том, что не видит дороги. Очнулся в траве, на обочине шоссе. Видов чудом не разбился, но с того времени его здоровье резко ухудшилось. Обследование показало, что внезапная потеря зрения стала следствием давно развивавшейся тяжёлой редкой болезни головного мозга, врачи не давали ему никаких гарантий. В одной из калифорнийских клиник ему было удачно сделано несколько сложнейших операций на головном мозге, после которых ему пришлось пройти долгую реабилитацию в больнице.
По окончании длительного лечения и восстановления снялся в нескольких американских картинах: «Три августовских дня» о событиях в СССР в августе 1991 года (1992), «Пленник времени» (1993), «Любовная история» (1994), «Бессмертные» (1995) и «Моя Антония» (1995).

### Болезнь и смерть
В 1989 году у Олега Видова была обнаружена доброкачественная опухоль на гипофизе, после чего ему была сделана операция в США по удалению гипофиза, продлившая жизнь ещё на двадцать восемь лет.
Видов скончался 15 мая 2017 года на 74-м году жизни в Уэстлейк-Виллидж (Калифорния). Причиной смерти стали осложнения множественной миеломы, которая была диагностирована в 2010 году в России, когда актёр приезжал в Москву навестить сына и тогда пережил резкое ухудшение здоровья. Похоронен 20 мая 2017 года на кладбище «Hollywood Forever» («Голливуд навсегда») в Голливуде (Лос-Анджелес, Калифорния, США).

## Бизнес в США и судебные тяжбы с «Союзмультфильмом»
В 1988 году Олег Видов вместе с Джоан Борстин занялся кинобизнесом в США и создал фирму «Films by Jove» (FBJ).
В 1992 году компания «Films by Jove» получила временную лицензию на коммерческий прокат за пределами бывшего СССР 1260 мультфильмов производства советской государственной киностудии «Союзмультфильм» (с 1936 по 1989 год) и арендного предприятия «Союзмультфильм» (с 1989 по 1991 год). В 1994 году 713 мультфильмов были возвращены арендному предприятию «Союзмультфильм», с полным правом проката или продажи этих фильмов (студия этим правом ни разу не воспользовалась), а 547 мультфильмов (общий хронометраж 80 часов экранного времени) остались у компании «Films by Jove».
Согласно документам компании Видова существует и другая версия произошедшего. Фирма «Films by Jove», выкупив у «Союзмультфильма» права на прокат по всему миру, осуществляла реставрацию плёнок, озвучивание мультфильмов известными голливудскими актёрами, среди которых были Ширли Маклейн, Джессика Лэнг, Тимоти Далтон, Джон Хьюстон и другие.
Именно Видов создал идею и осуществил с помощью известных коллег озвучивание советских мультфильмов на английский и другие языки, чтобы привлечь внимание американских зрителей. Видов пригласил к совместной работе над своим проектом популярного в США киноактёра и танцора Михаила Барышникова. В результате озвученные на нескольких языках мультфильмы были выпущены в прокат под лозунгом «Михаил Барышников. Истории из моего детства» во многих странах мира.
Олег Видов не любил говорить о правовом и творческом споре с «Союзмультфильмом»[каком?], с которым последние двадцать лет боролся за права на картины.
В сентябре 2007 года все права на прокат советских мультфильмов у компании Олега Видова выкупил российский предприниматель Алишер Усманов и сразу после завершения сделки безвозмездно передал все мультфильмы российскому детскому телеканалу «Бибигон» (впоследствии — телеканал «Карусель»).

## Личная жизнь
Олег Видов был четырежды женат.
В СССР его жёнами были Марина Видова, художник-оформитель, на которой актёр женился в 1966 году, и Наталья Федотова (ур. Наталья Васильевна Шевякова; 1945—2007, дочь профессора русской истории Василия Николаевича Шевякова, светская красавица и близкая подруга Галины Брежневой), брак с которой продлился с 1970 по 1976 год, в этом браке родился сын Вячеслав (род. 1972; живёт в Москве).
Внебрачный сын Сергей (род. в 1978), в школьном возрасте переехал к отцу.
В 1983 году оформил брак с гражданкой Югославии Верицей Йованович и, получив визу на 72 дня, уехал к ней.
Осенью 1985 года, находясь временно в Италии, Видов поселился в доме у актёра Ричарда Харрисона, где остановилась и американская журналистка Джоан Борстин (англ. Joan Borsten; род. 17 августа 1947), работавшая в Риме корреспондентом газеты «Los Angeles Times». В 1989 году они официально поженились.

## Творчество

### Фильмография
- 1961 — Друг мой, Колька! — мотоциклист (эпизод не вошёл в фильм)
- 1962 — Конец света — Ваня, погибший сын Матрёны
- 1963 — Если ты прав… — брат Алексея
- 1963 — Я шагаю по Москве — парень на велосипеде
- 1963 — При исполнении служебных обязанностей — полярник
- 1964 — Лёгкая жизнь — посетитель театра, покупающий мороженое
- 1964 — Метель — Владимир (Владимир Николаевич), армейский прапорщик
- 1964 — Застава Ильича — прохожий с сигаретой (нет в титрах)
- 1964 — Обыкновенное чудо — Медведь
- 1966 — Сказка о царе Салтане — князь Гвидон, сын царя Салтана
- 1967 — Зареченские женихи (короткометражный) — Мишка Чернышёв, шофёр в колхозе
- 1967 — Красная мантия / Rode kappe / Hagbard and Signe (Дания, Швеция, Исландия) — принц Хагбард (Hagbard[англ.])
- 1968 — Есть любовь, нет любви / Ima ljubavi, nema ljubavi (Югославия) —
- 1968 — Причину смерти не называть / Uzrok smrti ne pominjati (Югославия, ГДР) — эсэсовец
- 1969 — Битва на Неретве (Югославия, США, ФРГ, Италия) — Никола, югославский партизан, комиссар бригады
- 1970 — Ватерлоо (Италия, СССР) — Томплинсон
- 1970 — Миссия в Кабуле — Сказкин, дипкурьер
- 1971 — Джентльмены удачи — Владимир Николаевич Славин, старший лейтенант милиции
- 1971 — Могила льва — Машека, кузнец, благородный разбойник, защитник бедных и угнетённых
- 1972 — За всё в ответе — ведущий вечера выпускников
- 1972 — Стоянка поезда — две минуты — Игорь Павлович Максимов, врач-невропатолог
- 1972 — Текумзе (ГДР) — Эллиот
- 1973 — Всадник без головы (СССР, Куба) — Морис Джеральд, небогатый мустангер в США и состоятельный баронет на родине (в Ирландии)
- 1974 — Москва, любовь моя (СССР, Япония) — Володя, московский скульптор, возлюбленный Юрико (балерины из Японии)
- 1975 — Семья Ивановых — Николай Осинцев
- 1975 — Яд / Pokoj, rci, jad (Югославия) — Гавриил
- 1977 — Легенда о Тиле — адмирал де Люме
- 1977 — Рудин — Сергей Павлович Волынцев, отставной штабс-ротмистр, брат Александры Липиной
- 1977 — Транссибирский экспресс — Андрей, связной Чадьярова
- 1978 — Артём — Виктор Данилович Холмянский
- 1978 — Кровь и пот — поручик Рошаль
- 1978 — Особых примет нет (СССР, Польша, ГДР) — Михаил Сладкопевцев, он же Анатоль Новожилов, сбежавший ссыльный эсер
- 1979 — Летучая мышь — Альфред, поклонник Розалинды Айзенштайн, студент
- 1979 — Экипаж — террорист в зелёной маске, эпизод
- 1980 — Благочестивая Марта — поручик, племянник капитана Урбины
- 1981 — Крик тишины — Михаил Колчин, егерь
- 1982 — Срочно… Секретно… Губчека — штабс-капитан Петров
- 1983 — Демидовы — Нефёдов
- 1983 — Молодёжный оркестр / Orkestar jedne mladosti (Югославия) — Брауске
- 1985 — Тайна чёрного дракона / The Secret of the Black Dragon (Югославия, Нидерланды, ФРГ, Финляндия, США) — Иван
- 1985 — В тюрьме / U zatvoru (Югославия) — Слободан
- 1987 — Вук Караджич / Vuk Karadžić (Югославия) — князь Прозоровский
- 1988 — Красная жара / Red Heat (США) — Юрий Огарков, советский милиционер, напарник Ивана Данко
- 1990 — Дикая орхидея / Wild Orchid (США) — Отто Мунч
- 1992 — Три августовских дня (Россия, США) — генерал Власов
- 1993 — Бегущий по льду / The Ice Runner (США) — советский прокурор
- 1993 — Пленник времени / Prisoner of Time (США) — Александр Жадов
- 1994 — Любовная история / Love Affair (США) — Русский бизнесмен
- 1995 — Бессмертные / The Immortals (США) — владелец свалки
- 1995 — Моя Антония / My Antonia[англ.] (США) —
- 1996 — 2090: Отравленная кровь / 2090 (США) — Тони
- 1996 — Первый удар (Гонконг) — русский генерал
- 1999 — Исполнитель желаний 2: Зло никогда не умирает / Wishmaster 2: Evil Never Dies (США) — Иосиф Крючков
- 1999—2006 — Западное крыло / The West Wing (США) — Липецкий
- 2000 — Тринадцать дней / Thirteen Days (США) — Валериан Александрович Зорин, постоянный представитель СССР при Организации Объединённых Наций и в Совете безопасности ООН
- 2005—2006 — Шпионка / Alias (США) — рабочий
- 2006 — Заколдованный участок — Фрезер
- 2007 — Скажи это по-русски / Say It in Russian (США) — пьяный русский
- 2008 — Западное крыло / Player 5150 (США) — российский чиновник
- 2011 — Мыслить как преступник / Criminal minds (США) — водитель
- 2011 — Танго меняет всё — дядя Олег
- 2013 — Американская чайка / American Seagull (США) — дедушка Нины
- 2014 — 6 дней темноты / 6 Days Dark (Канада, Сербия) — Сергей Николаевич

### Документальное кино
- 1977 — Переезд (дипломный проект) — режиссёр и сценарист[5]
- 1988 — «Изумрудная принцесса» (США, короткометражный) — режиссёр и сценарист
- 2008 — «Голливуд. Русская дорожка»
- 2013 — «Всадник с головой» на tvc.ru

### Участие в видеоклипах
- 1998 — видеоклип на песню «Не опоздай» в исполнении Ирины Аллегровой (музыка — Игорь Крутой, стихи — Сергей Бесчастный). Режиссёр клипа — Георгий Гаврилов[23].